# The Doughnut
The Doughnut (surnom donné en raison de sa forme architecturale rappelant un donut) est le siège du Government Communications Headquarters (GCHQ), une agence de renseignement et de cryptographie britannique. Il est situé à Benhall, à Cheltenham dans le Gloucestershire.
Édifié en 2003 et ouvert en 2004, c'est un exemple d'architecture moderne.
Le siège du Secret Intelligence Service (SIS/MI6) porte également un surnom, Legoland, de même que le bâtiment abritant le département de la Défense des États-Unis, le Pentagone.